# Pirovac
Pirovac ist eine Gemeinde in der Gespanschaft Šibenik-Knin in Kroatien.

## Lage und Einwohner
Pirovac ist ein Küstenort an der dalmatinischen Küste, zwischen Zadar und Šibenik. 2011 lebten 1704 Einwohner in Pirovac. Zusammen mit Kašić (126 Einwohner) und Putičanje (100 Einwohner) leben 1930 Menschen in der Gesamtgemeinde.
Zusammen mit den Orten Vodice, Murter und Primošten gehört Pirovac zum Gebiet der Šibeniker Riviera.

## Geschichte
Der Ort wurde als Zlosela 1298 das erste Mal erwähnt, als er im Besitz von Adligen aus Bribir war. Im 15. Jahrhundert wurde dann die Siedlung gegründet. 1506 wurde die Sankt George Kirche erbaut.

## Galerie

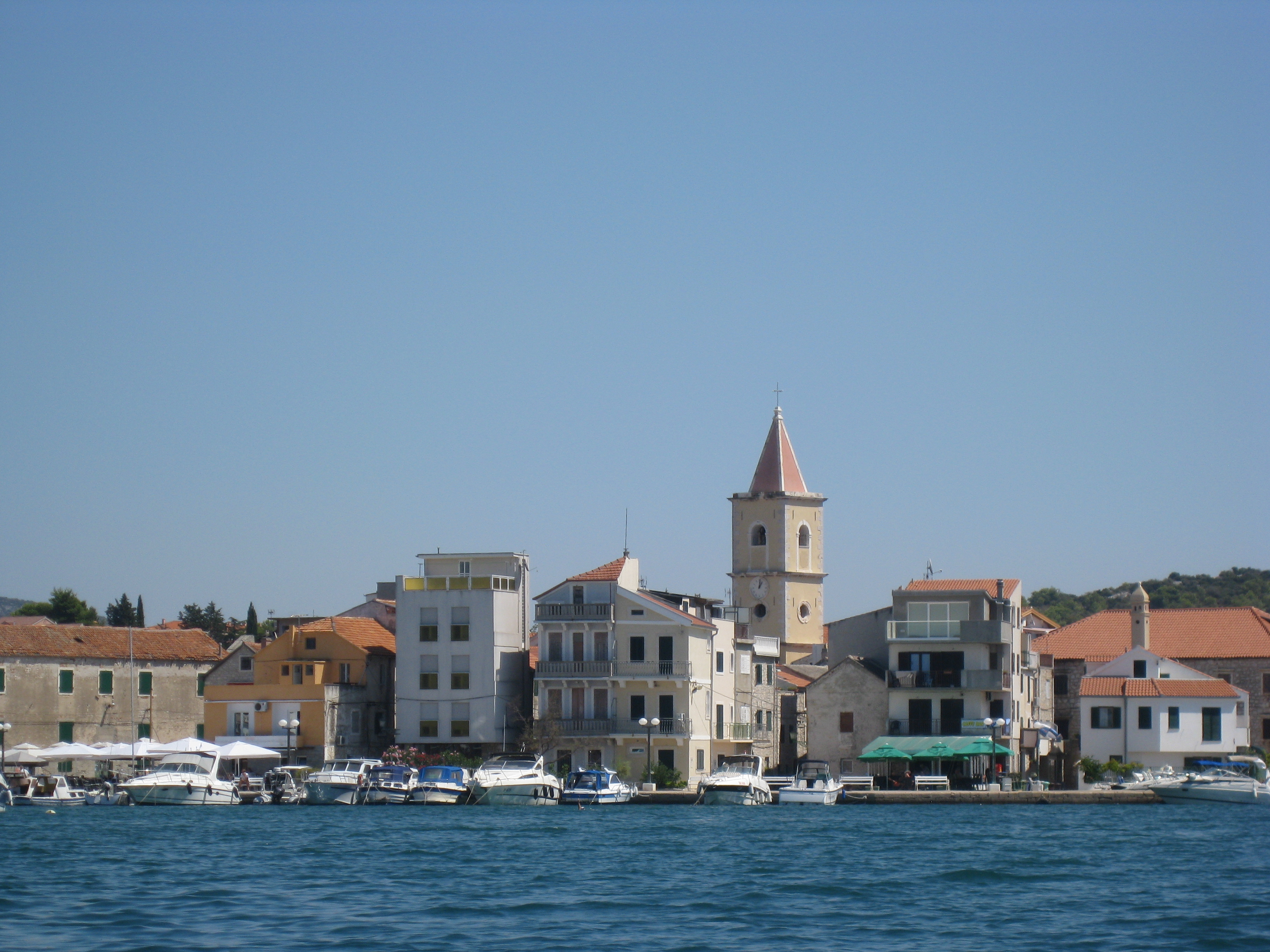
Ortskern von Pirovac
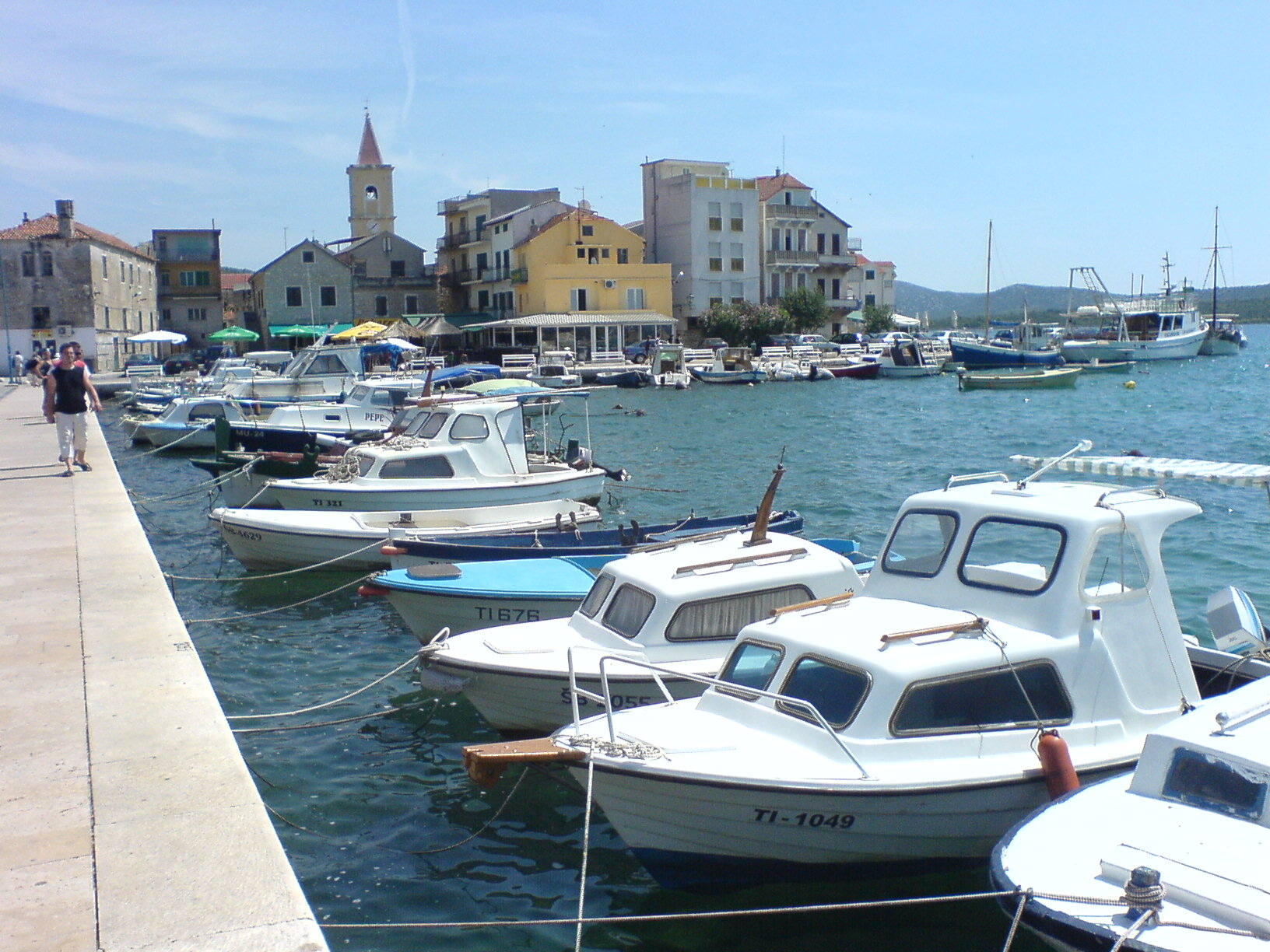
Hafen
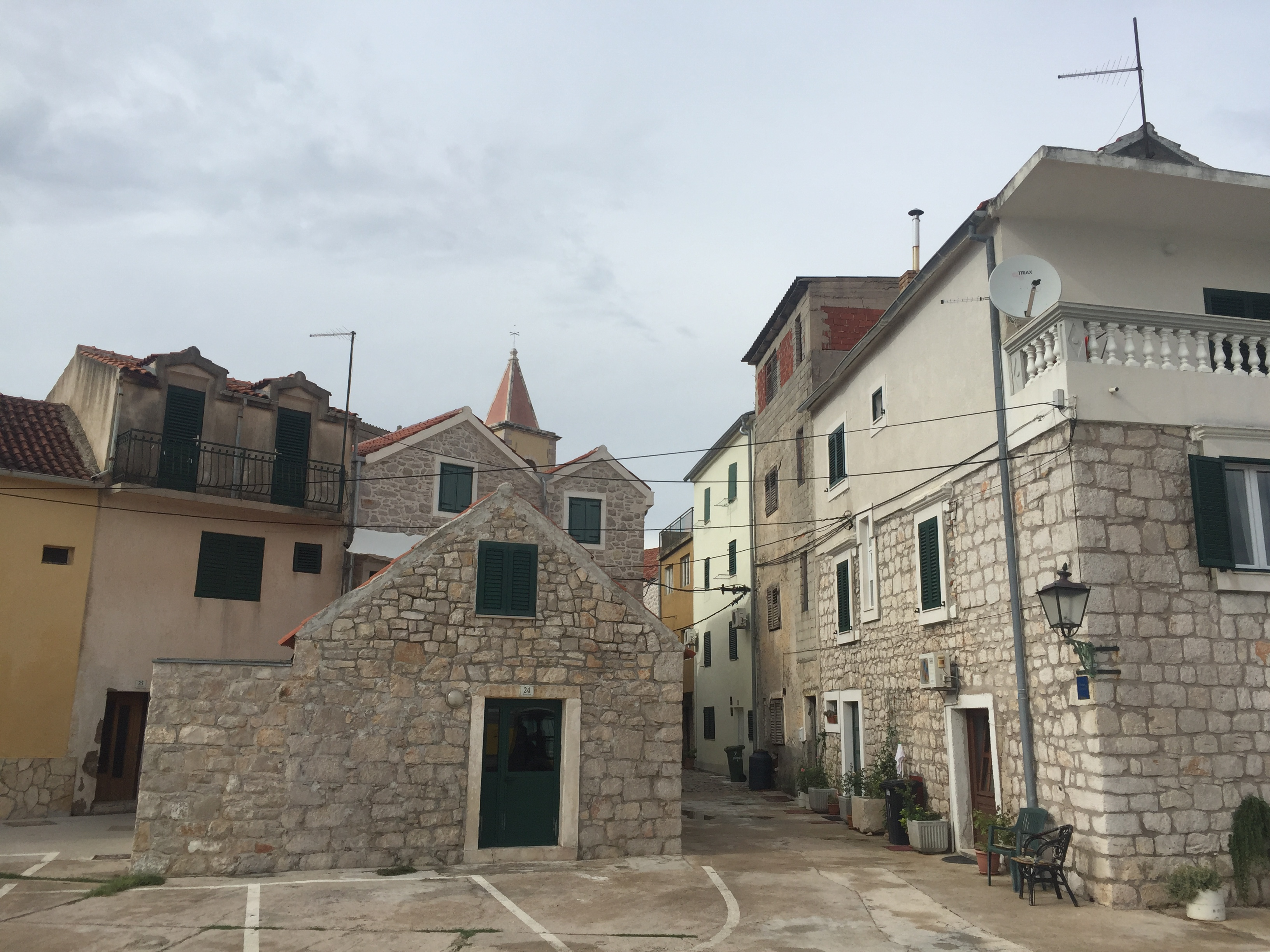
Altstadt
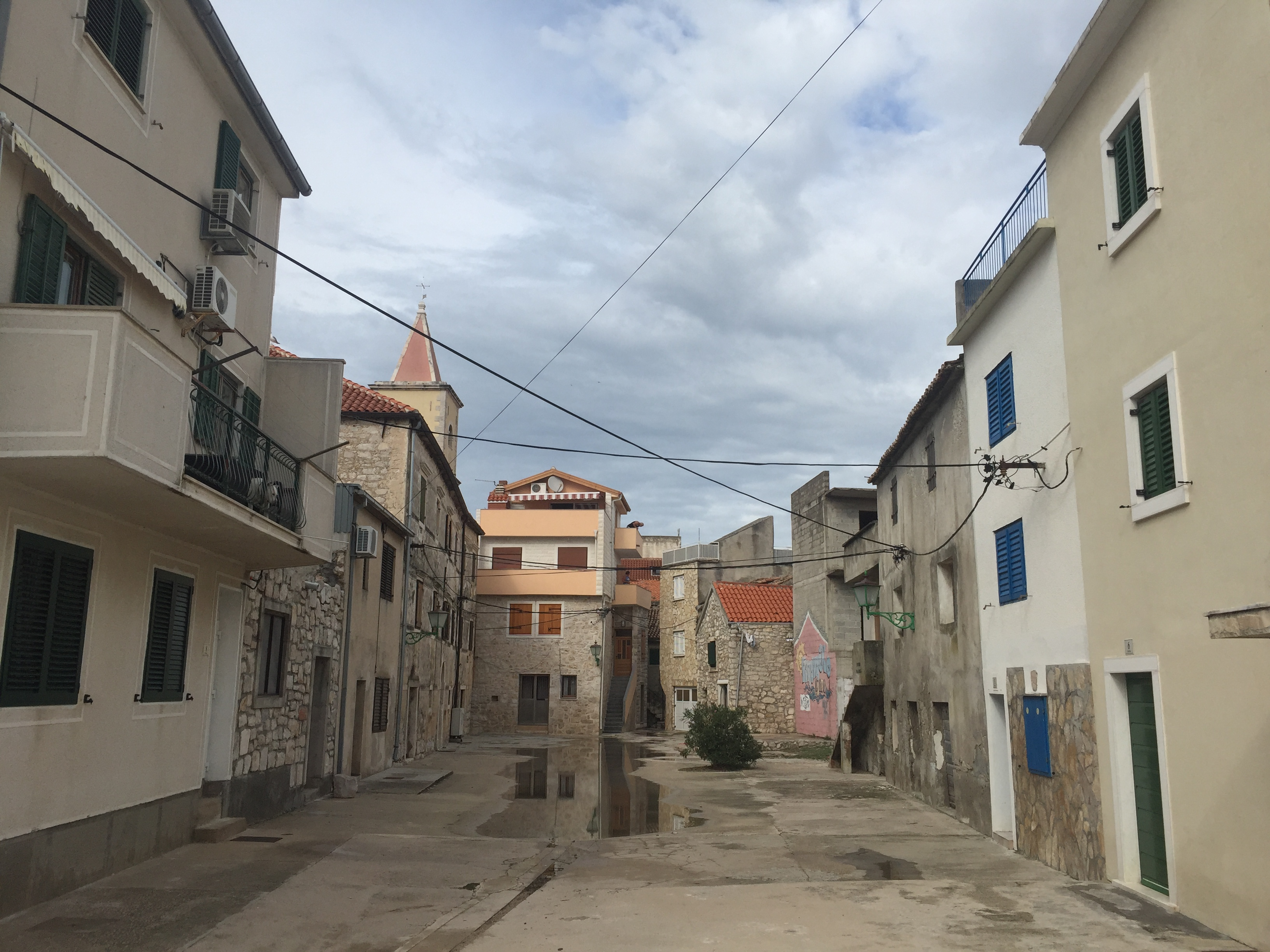
Altstadtgasse